# Samogoszcz (województwo mazowieckie)
Samogoszcz – wieś sołecka w centralno-wschodniej Polsce położona w województwie mazowieckim, w powiecie garwolińskim, w gminie Maciejowice. Leży nad rzeką Okrzejką (w okolicach Samogoszczy zwaną potocznie Bączychą), będącą prawym dopływem rzeki Wisły (Dolina Środkowej Wisły).

## Położenie
Samogoszcz leży 69 km na południowy wschód od Warszawy, na południowym krańcu województwa mazowieckiego. Miejscowość wchodzi w skład powiatu garwolińskiego oraz gminy Maciejowice. Przez Samogoszcz przebiega droga wojewódzka nr 801 z Warszawy do Puław.
Historycznie Samogoszcz położona jest na ziemi stężyckiej w dawnym województwie sandomierskim w Małopolsce.
W latach 1868–1954 miejscowość znajdowała się w granicach gminy Podłęż.
W latach 1975–1998 Samogoszcz położona była w województwie siedleckim.

## Etymologia
Nazwa miejscowości pochodzi od staropolskiego imienia męskiego Samogost, złożonego z członów Samo- ("samotny, jedyny") i -gost ("goście", "gościć").
W okolicy popularna jest również wersja, która nazwę miejscowości wywodzi od lasów, które dawniej (jeszcze na początku XX wieku) licznie porastały okoliczne tereny ("Sam gąszcz"). Nazwa miała ewoluować (historyczna forma: Samogoszcza) aż przybrała współczesną formę – Samogoszcz.

## Historia
Na terenie Samogoszczy odkryto wielofazowy punkt osadniczy (epoka brązu, epoka żelaza, starożytność, nowożytność).
Samogoszcz została założona przed rokiem 1198.
Miejscowe dobra otrzymał wówczas Zakon Kanoników Regularnych Stróżów Grobu Chrystusowego z Miechowa. W spisie darczyńców (powstał w 1198 r.) klasztoru miechowitów zanotowano między innymi, że „Pan Żyro z żoną i synem Oltem darowali dwie posiadłości: Samogoszcz, która leży nad Wisłą i inną, niedaleko osady Kije”.
W 1588 roku dziedzic Samogoszczy, Jan Łączyński zapisał na rzecz altarii-ołtarza Świętego Krzyża w nieistniejącym obecnie kościele pod wezwaniem Wniebowzięcia Najświętszej Marii Panny w Garwolinie jeden łan ziemi w tej miejscowości. Później Samogoszcz wielokrotnie przechodziła z rąk do rąk, aby ostatecznie razem z dobrami maciejowickimi przejść na własność rodu Zamoyskich.
Miejscowość kilkukrotnie nawiedzały pożary, które niszczyły większość zabudowań. Jeden z największych miał miejsce w czasie "potopu szwedzkiego" (1655-1660), kiedy wieś została splądrowana przez najeźdźców. Spalony został wtedy również drewniany kościół parafialny.
Podczas II wojny światowej na terenie Samogoszczy działały oddziały partyzanckie.

## Zabytki
- Kościół parafialny pod wezwaniem świętej Jadwigi Śląskiej – murowany, jednonawowa świątynia zbudowana w stylu neogotyckim w latach 1863-1864 według planu Henryka Marconiego przez Juliana Ankiewcza, pochodząca z fundacji hrabiego Stanisława Zamoyskiego (1820-1889) i jego żony, Róży z domu Potockich. W kościele znajdują się elementy wyposażenia pochodzące z wcześniejszych świątyń, które znajdowały się w tym miejscu. Jest to m.in. rokokowa ambona z 2. połowy XVIII wieku ozdobiona postaciami czterech Ewangelistów. Jej autorstwo przypisuje się bliżej nieznanemu przedstawicielowi warszawskiego środowiska rzeźbiarskiego[11]. Ponadto marmurowa, puklowana chrzcielnica z ostatniej ćwierci XVII w.[12] oraz kielich wykonany około połowy XVII w.[13]

- Dzwonnica (ok. 1863), murowana, nawiązująca stylem do budynku kościoła

- nieistniejące ogrodzenie wokół kościoła z bramą (ok. 1863), murowane

- nieistniejąca organistówka (ok. 1863), drewniana

- Stara plebania (1844; przebudowa 1878), murowana; w XXI w. przeznaczona na siedzibę parafialnego domu kultury

- Kaplica cmentarna (1. ćwierć XX w.), drewniana

- Budynek "starej" szkoły podstawowej (lata 30. XX w.; rozbudowa 2. połowa XX w.), murowany